# Resan till Fjäderkungens rike
Resan till Fjäderkungens rike är en svensk-dansk animerad film i regi av Esben Toft Jacobsen. Handlingen utspelar sig i en fantasivärld och följer en kaninpojke som letar efter sin mor. Filmen har i media uppmärksammats för att vara Sveriges första 3D-animerade stereoskopiska långfilm. Filmen hade premiär 21 mars 2014.

## Handling
Johan, en liten kaninpojke som är för liten för att förstå reglerna i livet, bor med sin far vid havet. Vid ett tillfälle när Johan lämnas ensam i sin båt medan hans far är iland, får han en ledtråd via radion om var hans försvunna mamma befinner sig. Johan tar upp striden med det omöjliga, och under sökandet lär han sig mer och mer om livet.

## Rollista
- Edvin Ryding — Johan
- Tuva Novotny — Johans mamma
- Gustaf Hammarsten — Johans far
- Lennart Jähkel — Fjäderkungen
- Sissela Kyle — kaptenen
- Leif Andrée — Bill
- Vivian Cardinal — övriga röster
- Kristian Ståhlgren — övriga röster[22]

## Produktion
Filmen är den danske regissören Esben Toft Jacobsens andra långfilm, efter Den stora björnen från 2011. Resan till Fjäderkungens rike samproduceras av Petter Lindblad för CB Sverige och Sarita Christensen för det danska moderbolaget Copenhagen Bombay Productions ApS, i samarbete med Film i Väst och Noble Entertainment. Filmen fick stöd på nio miljoner svenska kronor från Svenska Filminstitutet och 1,4 miljoner danska kronor från Det Danske Filminstitut. Den är förköpt av TV4 i Sverige och TV 2 i Danmark. Animationsarbetet skedde vid Copenhagen Bombays ateljéer i Stockholm och Köpenhamn. Som första svenska långfilm görs den i stereoskopi, ibland kallat 3D-film.
"Det finns något Miyazaki-aktigt över detaljrikedomen i filmen, och de fantastiska världarna som Esben, regissören, har skapat. Det finns något väldigt speciellt där, men också väldigt nordiskt, med djupa skogar, mytiska väsen och stora äventyr", har producenten Petter Lindblad sagt till MovieZine.

## Mottagande
Filmen fick ett ljummet mottagande av svenska kritiker och landade på ett snitt på 2,8 på kritiker.se.